# 郡中村
郡中村（ぐんちゅうむら）は、かつて愛媛県にあった村。

## 沿革
- 1889年（明治22年）12月15日 - 町村制施行により伊予郡上吾川村、米湊村、下吾川村が合併し、郡中村が発足。
- 1940年（昭和15年）1月1日 - 伊予郡郡中町と合併して郡中町を新設して消滅。